# 2,6-Diaminopurine
La 2,6-diaminopurine, ou 2-aminoadénine, est un composé organique hétérocyclique de la famille des purines. Cette base nucléique, très semblable à l'adénine, s'en distingue par la présence d'un groupe amine –NH2 sur l'atome de carbone 2. Cette amine supplémentaire permet à cette base de s'apparier avec la thymine ou avec l'uracile en formant trois liaisons hydrogène et non deux comme l'adénine.

Paire de bases formée par la 2,6-diaminopurine et la thymine.

La 2,6-diaminopurine fait partie des bases observées dans plusieurs chondrites carbonées, suggérant que des bases nucléiques seraient présentes dans les astéroïdes et autres corps rocheux en orbite dans le Système solaire,.